# Matteo Berbenni
Matteo Berbenni (15 gennaio 1979) è un ex sciatore alpino italiano, specialista delle gare veloci.

## Biografia
Originario di Valdidentro e attivo in gare FIS dal dicembre del 1994, Berbenni esordì in Coppa Europa l'11 dicembre 1996 a Obereggen in supergigante (80º); nella stessa stagione vinse la medaglia d'oro nella discesa libera ai Mondiali juniores di Schladming e debuttò in Coppa del Mondo, il 12 marzo a Vail nella medesima specialità (24º). L'anno dopo ai Mondiali juniores del Monte Bianco sempre in discesa libera vinse la medaglia d'argento, mentre nella rassegna iridata giovanile di Pra Loup/Le Sauze 1999 conquistò la medaglia di bronzo nel supergigante.
Ottenne l'unica vittoria in Coppa Europa, nonché primo podio, il 4 marzo 2000 al Passo del Tonale in supergigante, il miglior piazzamento in Coppa del Mondo il 2 marzo 2001 a Kvitfjell in discesa libera (23º) e il secondo e ultimo podio in Coppa Europa l'8 febbraio 2002 a Tarvisio nella medesima specialità (2º). Prese per l'ultima volta il via in Coppa del Mondo il 10 gennaio 2004 a Chamonix in discesa libera (46º) e si ritirò al termine della stagione 2008-2009; la sua ultima gara fu uno slalom gigante citizen disputato il 23 marzo a Chiesa in Valmalenco, chiuso da Berbenni al 51º posto. In carriera non prese parte a rassegne olimpiche o iridate.

## Palmarès

### Mondiali juniores
- 3 medaglie:
  - 1 oro (discesa libera a Schladming 1997)
  - 1 argento (discesa libera a Monte Bianco 1998)
  - 1 bronzo (supergigante a Pra Loup/Le Sauze 1999)

### Coppa del Mondo
- Miglior piazzamento in classifica generale: 122º nel 2001

### Coppa Europa
- Miglior piazzamento in classifica generale: 17º nel 2001
- 2 podi:
  - 1 vittoria
  - 1 secondo posto

#### Coppa Europa - vittorie
| Data         | Località         | Paese  | Specialità |
| ------------ | ---------------- | ------ | ---------- |
| 4 marzo 2000 | Passo del Tonale | Italia | SG         |

Legenda:

SG = supergigante

### Campionati italiani
- 7 medaglie[1][2]:
  - 2 ori (discesa libera nel 1999; discesa libera nel 2001)
  - 4 argenti (supergigante nel 1999; supergigante nel 2001; discesa libera nel 2003; discesa libera nel 2004)
  - 1 bronzo (discesa libera nel 2000)